# 本光寺 (愛知県幸田町)
本光寺（ほんこうじ）は、愛知県額田郡幸田町深溝にある曹洞宗の寺院。山号は瑞雲山（ずいうんさん）。島原藩主深溝松平家墓所は国の史跡に指定されている。
深溝松平家の菩提寺である。本尊は釈迦如来像。脇士の地蔵菩薩像と千手観音像は運慶作と伝わる（実際の作者は不明）。あじさい寺という通称がある。

## 歴史
大永3年（1523年）に深溝松平家の初代当主松平忠定によって開基された。希聲英音（希声英音）和尚によって、大洞山泉龍院の末寺として開山。 希聲を開山とするのは、禅宗でしばしば行われる勧請開山という方式で、師を敬ってのことであり、実質開山は2代目の華宗英香である。

## 島原藩主深溝松平家墓所
転封により深溝松平家が肥前国島原藩に移ったのちも、歴代藩主の遺体は三河国深溝の本光寺に運ばれて埋葬された。西廟所と東廟所に分かれており、西廟所には深溝松平家初代から5代と11代当主、東廟所には6代から10代、12代から19代当主と6代正室の霊廟がある。
2014年（平成26年）3月18日、深溝松平家墓所は国の史跡に指定された。

### 西廟所
深溝松平家1 - 4代の墓所は非常に質素な造りで一所にまとめられている。5代松平忠利の廟である「肖影堂」や、島原藩初代藩主となった6代松平忠房の長男であったが夭逝した松平好房の「孝子廟」、11代松平忠恕の廟のほか、忠房が福知山藩主時代に作らせて完成までに10年を要した「願掛け亀」なども置かれている。

#### 願掛け亀
西廟所の一角に置かれた、石碑を甲羅に乗せた亀の石像（亀趺）。この願掛け亀の首のところには窪みがあり、ここに柵の外から賽銭を投げ入れ、うまく賽銭が入ると願い事がかなうといわれている。寛文12年（1672年）建立。

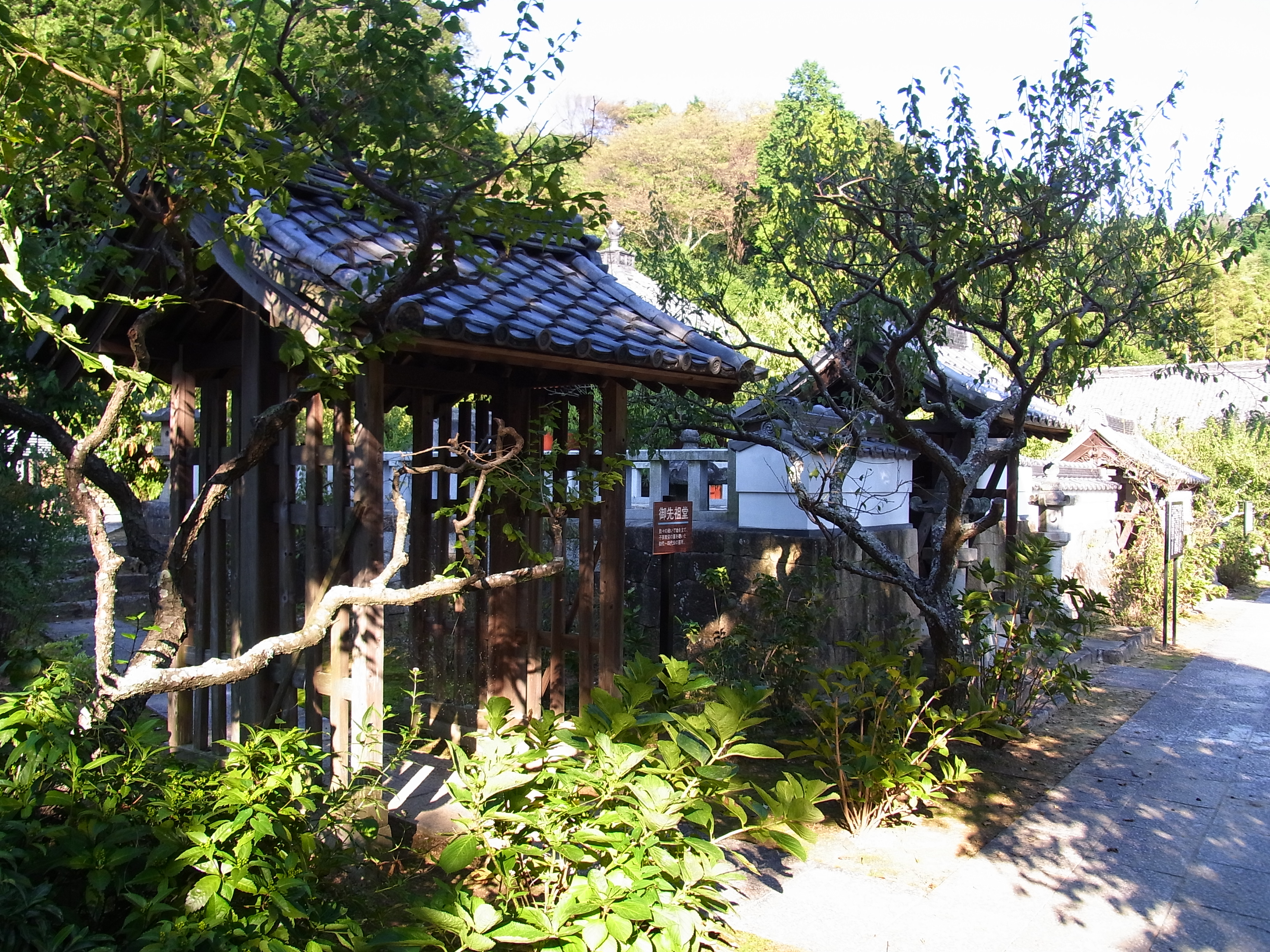
西廟所
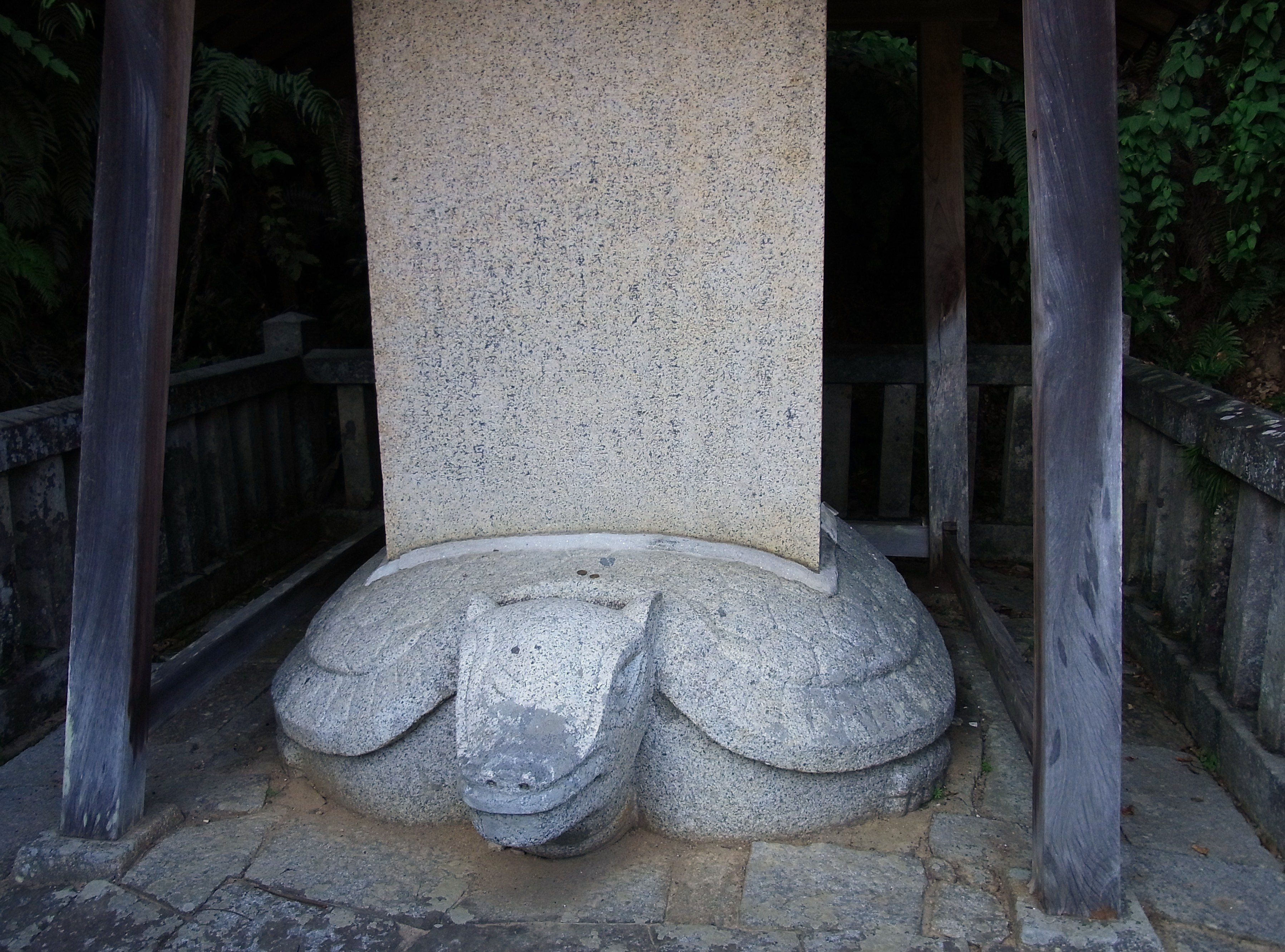
願掛け亀
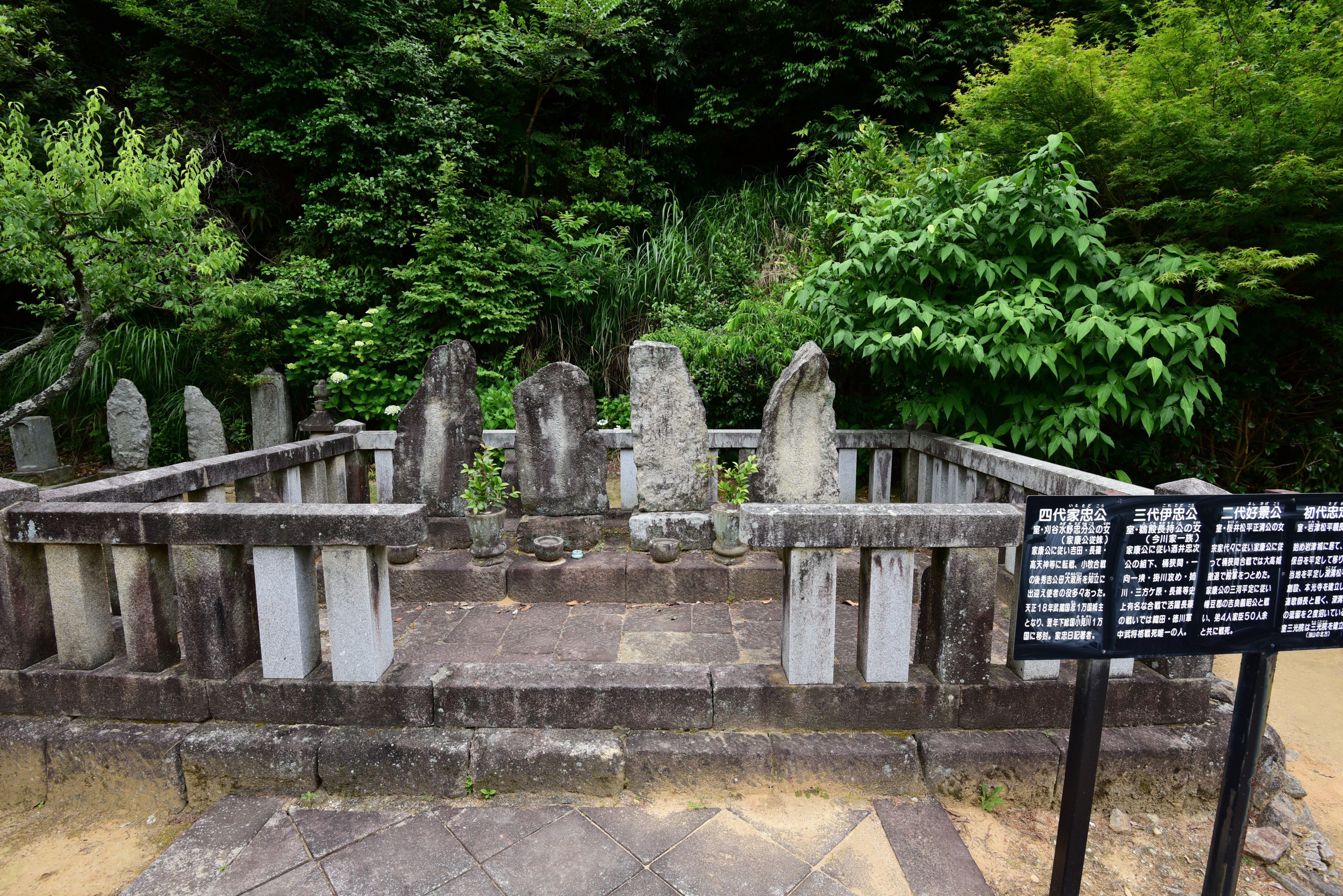
初代から四代までの墓

### 東廟所

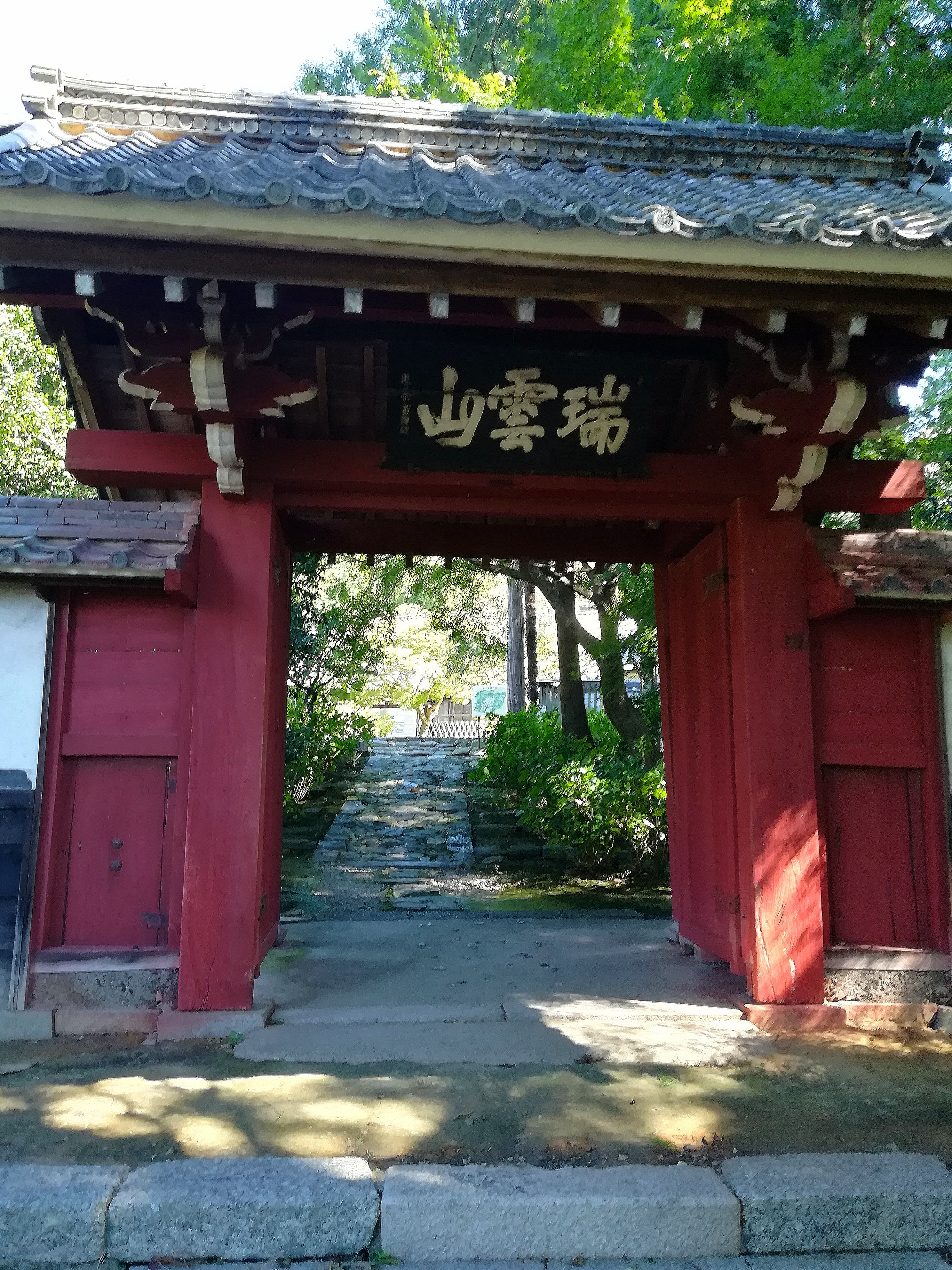
東廟所前の山門

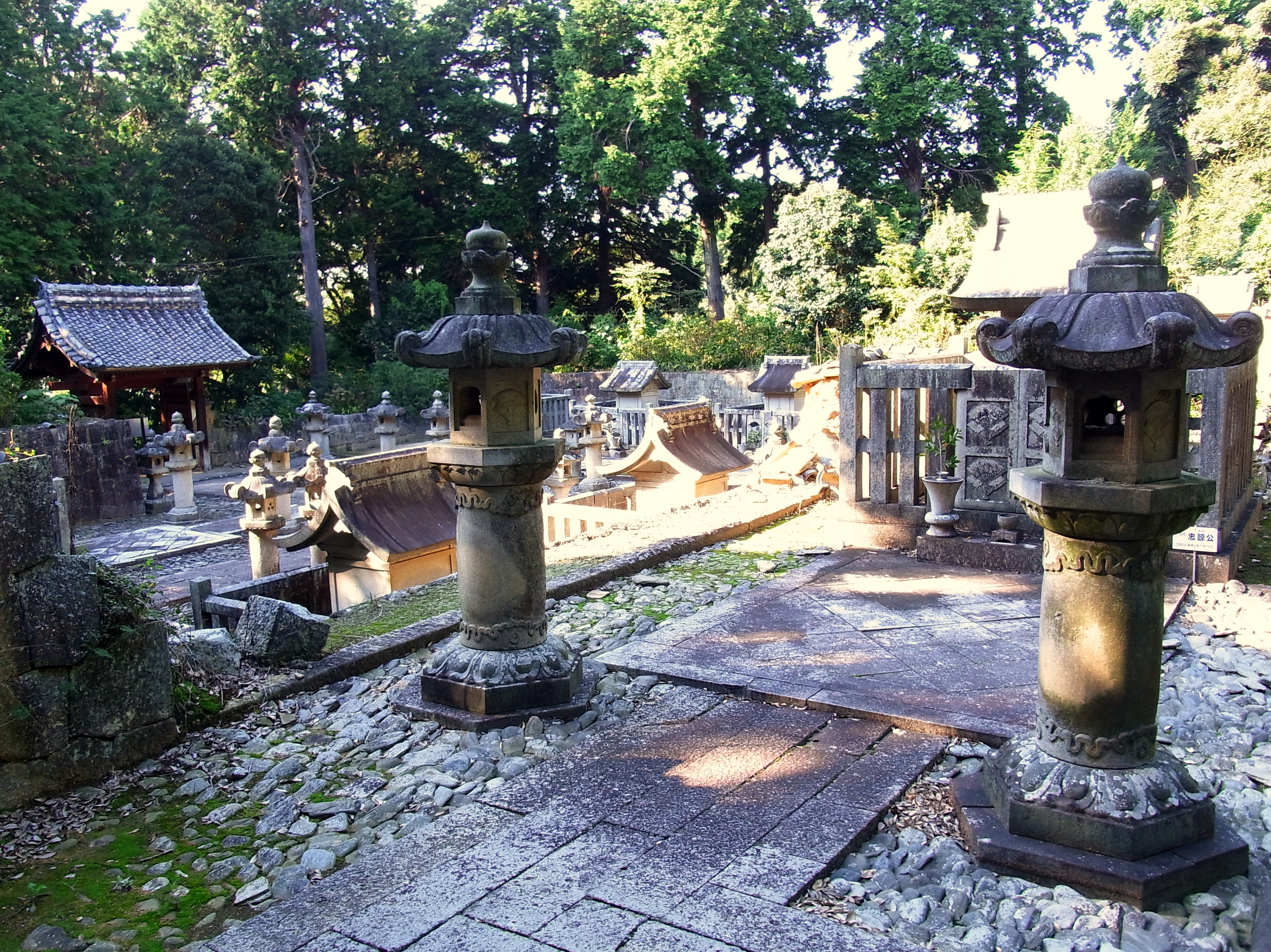
東廟所

島原藩に転封となって以降の当主の墓所（11代除く）が置かれている。修復費用に充てるために、東廟所を拝観する際には参道入口の拝観料箱に100円の拝観料を入れるようになっている。実際には募金のように形で運営されている。

#### 参道・山門
廟所の前の参道は石畳となっている。三河地震の際に倒れた石垣や墓石が敷かれている。両脇にはアジサイが植えられていて、開花の時期には観光客も賑わう。
山門は朱色に塗られており、「瑞雲山」の看板がかかげられている。屋根瓦が通常と反対向きになっているが、それは火災などを防ぐおまじないであるからとされている。

#### 廟所
それぞれの廟所では敷石がひれ伏す様に向きが揃えられて敷かれており、臣下を表しているという。廟所本体はどれもが神道で祀られており、京都の吉田神社の吉田神道の思想に基づき「神殿型墓石」を採用している。
1945年（昭和20年）1月13日に発生した三河地震によって、土塀や石垣の一部が崩れている。

#### 第7代松平忠雄
東廟所にある7代松平忠雄の墓が2008年（平成20年）の平成20年8月末豪雨により崩壊している可能性があったため、2009年（平成21年）に補修の検討のために学術調査が行われたところ、西洋伝来のガラス製グラス、慶長小判などの副葬品が大量に発見されて大きく報じられた。近世大名家の埋葬を知る上で貴重な発見であると評価されている。

### 発掘調査

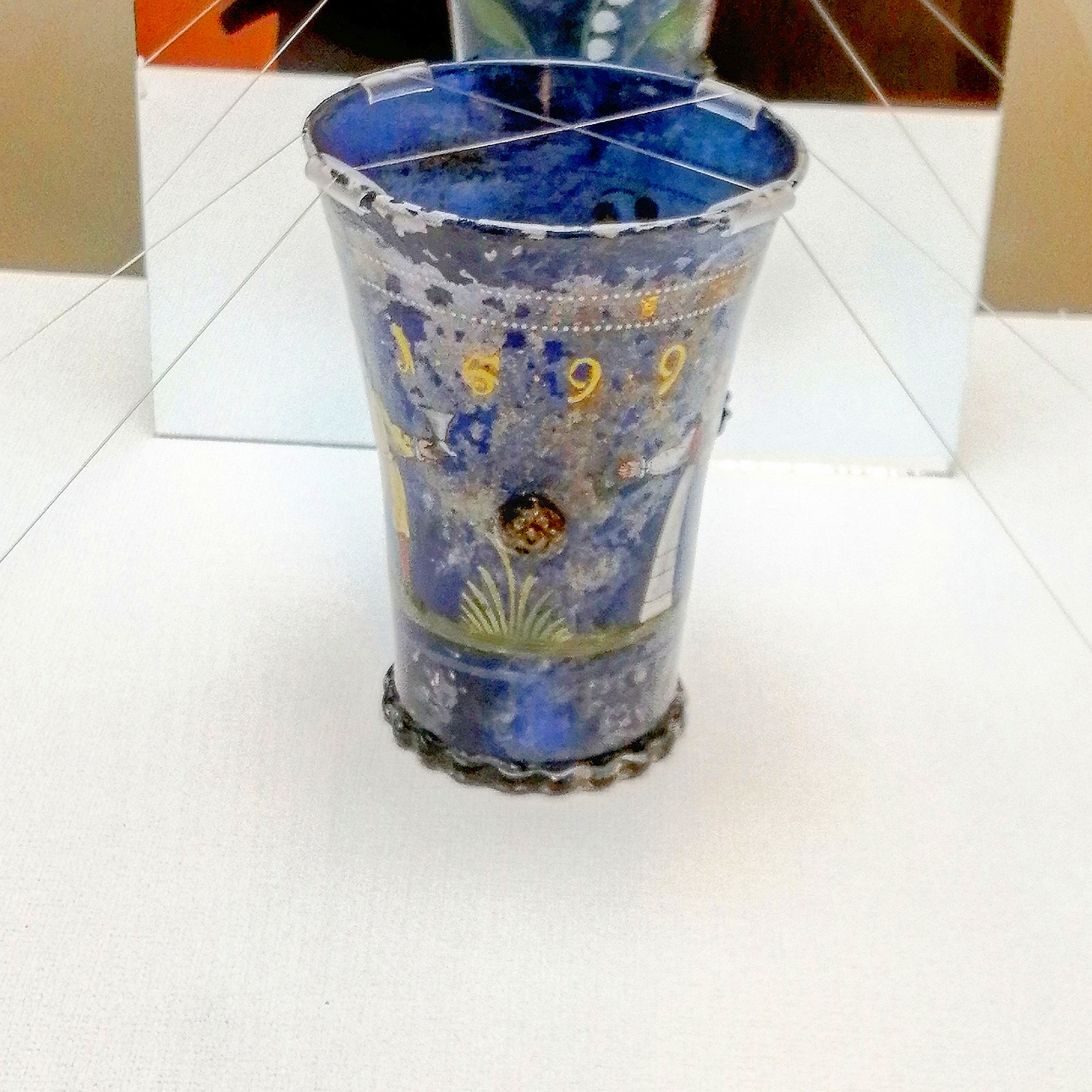
松平忠雄墓所から出土した祝婚青色ガラス杯

2009年（平成21年）、平成20年8月末豪雨によって破損した松平忠雄墓所の修復に伴い発掘調査が実施され、次のものが出土した。
- 老眼鏡
- 書道道具
- 磁器
- 喫煙道具
- 祝婚青色ガラス杯 - 慶長4年（1599年）製のボヘミアングラス。

## 文化財

### 国指定史跡
- 島原藩主深溝松平家墓所

### 幸田町指定文化財
- 家忠・忠利・忠一像[12]
  - 4代家忠・5代忠利およびその弟であった松平忠一の肖像画。三幅とも正保4年（1647年）の作。

- 京洛諸国名所図[12]
  - 土佐派によって描かれたもので、寛文3年（1663年）に皇居造営を命じられ翌年に完成させた6代忠房に下賜された。「日暮屏風」の通称がある。

- 梵鐘[12]
  - 本堂前の鐘楼に吊るされた梵鐘は寛永6年（1629年）に鋳造されたものと伝わっており、家康と家光の名が記されている。

- 春日曼荼羅図[12]

## あじさい

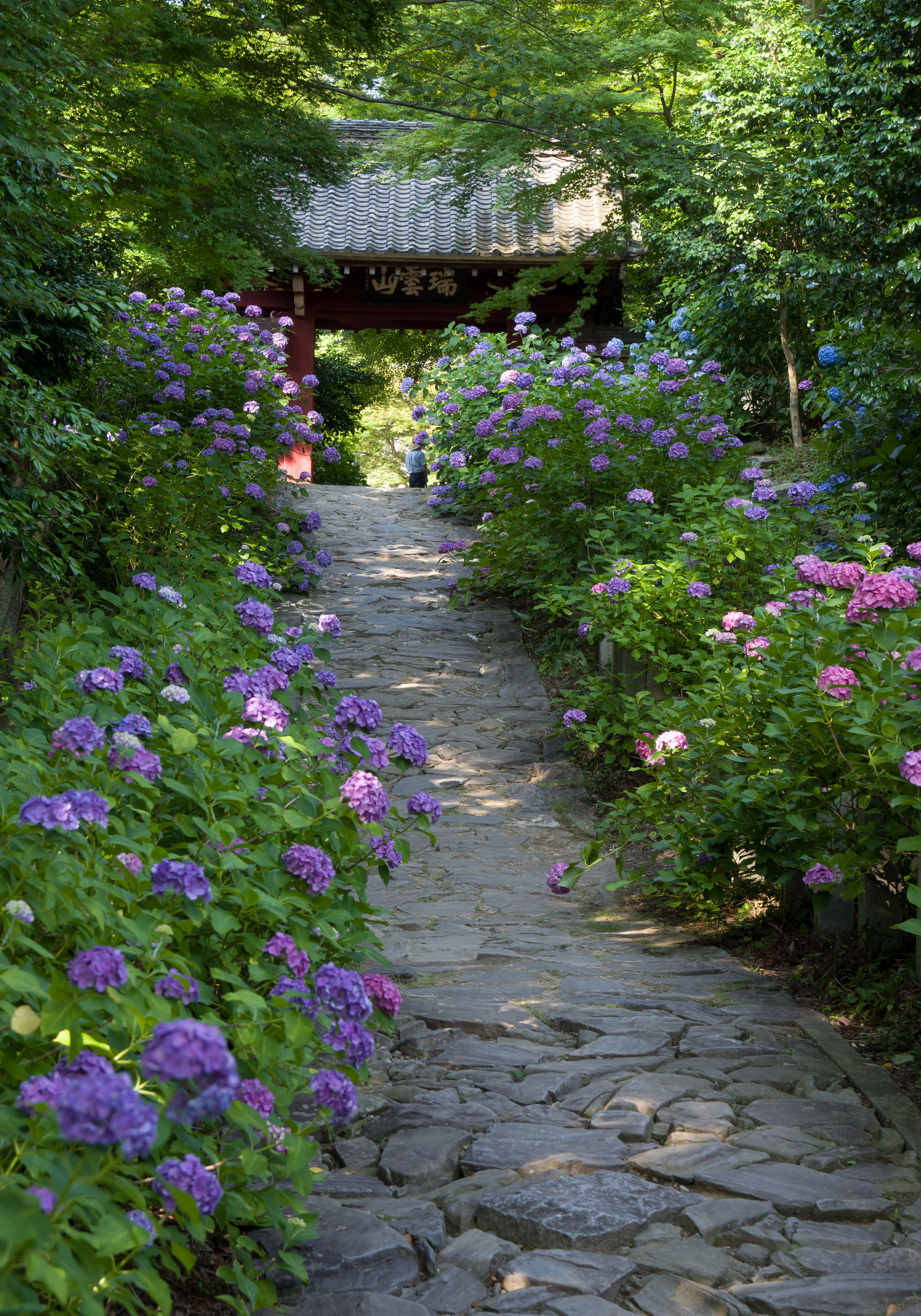
参道とアジサイ

山門に向かう参道の両脇や境内には合計約1万本のアジサイが植えられており、「紫陽花まつり」が催される6月頃には多くの観光客で賑わうことから、別名アジサイ寺として知られる。
なお、境内には約5000本のツバキをはじめとしてウメやサクラも植えられており、花をつける3月から4月頃にかけて訪れる人も多い。
本光寺の紫陽花（2020年6月13日撮影）

## アクセス
- JR東海道本線三ケ根駅から徒歩で約8分
- えこたんバス「幸田町郷土資料館」バス停下車。